# میخائیل زاندبرگ
میخائیل زاندبرگ (به انگلیسی: Michael Zandberg) هافبک اهل اسرائیل است که از سال ۲۰۰۲ تا ۲۰۰۷ میلادی عضو تیم ملی فوتبال اسرائیل بوده و در ۲۰ بازی ملی حضور داشته است. میخائیل زاندبرگ توانسته در بازی‌های ملی، ۴ گل به ثمر برساند.